# Affaire Christopher Fallais
L'affaire Christopher Fallais est une affaire judiciaire française qui a pour origine le suicide par pendaison d'un collégien scolarisé dans un établissement privé, Christopher Fallais, dans la soirée du 17 avril 2017 à son domicile, en Ille-et-Vilaine, à la suite du harcèlement scolaire dont il a été victime. En 2018, le parquet classe sans suite la plainte de ses parents.

## Faits
Le 17 avril 2017 vers 23 h 30, la sœur de Christopher Fallais rentre du travail et trouve à son domicile son petit frère, âgé de seize ans, pendu à l'escalier. Par la suite, leur mère retrouve de nombreux messages d'insultes adressés à son fils sur son ordinateur, envoyés jour et nuit par des élèves du collège catholique Saint-Joseph à Janzé où Christopher était scolarisé. 
Cette dernière reçoit par la suite la confirmation par des élèves que son fils était harcelé quotidiennement depuis le début de son année de sixième dans ce même collège. Sandrine Fallais retrouve également une photo que son fils avait postée, quelques heures avant son suicide, sur le réseau social Snapchat, dans lequel ce dernier écrivait en s'adressant à ses harceleurs : « À tous ceux qui m'ont fait chier, ciao vous ne me reverrez plus » en leur faisant un doigt d'honneur. Des élèves rapportent aussi qu'en 2016, le bruit courait dans le collège que si un élève de troisième décédait, tous les autres obtiendraient leur brevet à la fin de l'année. Christopher Fallais aurait alors dit à ses harceleurs et aux enfants de sa classe : « Ne vous inquiétez pas, vous aurez tous votre brevet car je me suiciderai. »
Selon la mère de Christopher, invitée dans l'émission de télévision Touche pas à mon poste !, le collège aurait envoyé les services sociaux à la sœur de Christopher, toujours scolarisée dans le même collège, dans le but de les faire taire. De nombreux professeurs auraient été au courant pour le harcèlement quotidien de son frère mais n'auraient rien voulu dire. Aucune preuve à l'issue de l'enquête n'est venue étayer ces propos[réf. nécessaire].

## Enquête
À la suite du harcèlement quotidien de quatre ans suivi du suicide de leur fils, les parents de Christopher Fallais ont déposé une plainte « contre X ». Elle est classée sans suite par la justice en mai 2018. Une restitution du dossier est aussitôt demandée par l'avocate de la famille et ce dernier est remis à la famille en novembre de la même année. Par la suite, la famille Fallais dépose une contestation du classement sans suite devant le doyen des juges[source insuffisante].

## AssociationMarcel Ment
À la suite du décès de Christopher Fallais, une jeune fille du collège Saint-Joseph, Kiara Latrompette, révèle avoir aussi été victime de harcèlement scolaire et d'attouchements au sein de l'établissement début 2017. Elle crée alors l'association « Marcel Ment » avec sa mère et propose à la mère de Christopher Fallais de les rejoindre. Plus tard, Kiara Latrompette est exclue du collège. 
Selon la famille, le collège n'aurait pas supporté la création de l'association et les reproches autour du suicide de Christopher Fallais,. Les autorités du collège publient le 3 octobre 2017 une déclaration niant les faits de harcèlement et contestant les témoignages portés par l'association Marcel Ment.